# Sociedad Comercial de Montevideo
La Sociedad Comercial de Montevideo (o por su sigla S.C.M) fue una compañía de tranvías de Montevideo conformada en 1897 por capitales ingleses y estadounidenses, la cual operó desde 1897 hasta 1948 cuando el estado uruguayo adquiere dicha compañía debido a la deuda contraída por el Reino Unido y le otorga la gestión a la Intendencia de Montevideo. 
Fue una de las dos únicas empresas privadas de tranvías, la segunda fue la Transatlántica, absorbida por la Sociedad Comercial de Montevideo en 1933. 

## Creación
En 1894 Samuel Hale y Cía. adquiere en un principio a la Compañía de Tranvía a los Pocitos, y en 1896 adquiere las otras dos compañías de tranvías el Tranvía de Este y el Tranvía de Reducto. Con excepción del Tranvía a la Barra, el Tranvía Oriental y el Tranvía del Paso Molino al Cerro, estos dos últimos serán adquiridos por la Transatlántica posteriormente. En 1897 finalmente las compañías adquiridas se fusionan creándose la Sociedad Comercial de Montevideo, filial de Montevideo United Tramwys y subsidiaria del consorcio británico Atlas Electric and General Trust.
Cabe destacar que hasta ese entonces el servicio de tranvías era a tracción a sangre. No hasta el 12 de agosto de 1899 en que se planteó el primer proyecto para electrificar el sistema de tranvías a la entonces Junta Económica Administrativa  de Montevideo. Luego de dos años de discutido en 1902 el Parlamento aprueba y otorga la concesión para prestare el servicio de tranvías eléctricos durante setenta y cinco años. Proyecto que fue vetado por el Presidente de la República Juan Lindolfo Cuestas. Para posteriormente entregarse una concesión de menos años. 

## Inauguración
La inauguración del primer servicio eléctrico fue el 19 de noviembre de 1906, con la línea Nº 31 hacia Pocitos, para posteriormente  crear o modificar el recorrido de líneas qde las compañías antecesoras y comenzar a prestar los servicios regulares. Los coches fueron adquiridos en remate, como las estaciones también. Para la electrificación fue necesario contar con usinas propias generadoras de energía, además del tendido eléctrico. En 1928 adquiere a La Transatlántica Compañía de Tranvías Eléctricos, adquisición que culmina en 1933 cuando absorbe las líneas y recorridos de dicha compañía.

## Nacionalización
A mediado de los años cuarenta, luego de muchos intentos de ser vendida, finalmente el Estado adquiere a la Sociedad Comercial de Montevideo como parte de pago de la deuda que Gran Bretaña tenía con Uruguay por abastecimientos realizados durante la Segunda Guerra Mundial. En 1948 se crea la Administración Municipal de Transporte Colectivo, quien toma la gestión y operación de los tranvías, hasta la disolución de dicho sistema.   

## Líneas
| Líneas | Recorrido                                       | Estación                        | Creación          |
| ------ | ----------------------------------------------- | ------------------------------- | ----------------- |
| E      | Casa de Gobierno / Agraciada - Santiago Vázquez | Estaciones Agraciada y Larrobla | Absorbido en 1933 |
| 30     | Aduana - Hipódromo de Maroñas                   | Estación Goes                   | 1933              |
| 31     | Aduana - Pocitos                                | Estación Pocitos                | 1906              |
| 32     | Aduana - Comercio                               | Estación Central                | 1907              |
| 33     | Aduana - Parque Urbano                          | Estación del Este               | 1906              |
| 34     | Aduana - 21 de septiembre                       | Estación del Este               | 1907              |
| 35     | Aduana - Punta Carretas                         | Estación del Este               | 1907              |
| 36     | Aduana - Parque Rodo                            | Estación del Este               | 1907              |
| 37     | Aduana - Pocitos                                | Estación del Este               | 1907              |
| 38     | Aduana - Unión                                  | Estación Pocitos                | 1907              |
| 39     | Aduana - Buceo                                  | Estación Pocitos                | 1907              |
| 42     | Aduana - Larrañaga                              | Estación Reducto                | 1907              |
| 43     | Ituzaingó - Larrañaga                           | Estación Reducto                | 1908              |
| 44     | Aduana - Paso Molino                            | Estación Reducto                | 1907              |
| 45     | Ciudad Vieja - Prado                            | Estación Reducto                | 1907              |
| 46     | Parque Urbano - Reducto                         | Estación Reducto                |                   |
| 47     | Aduana - Prado                                  | Estación Reducto                |                   |
| 49     | Sayago                                          | Estación Reducto                | 1907              |
| 50     | Reducto - Cementerio del Buceo                  | Estación Reducto                | 1912              |
| 51     | Aduana - Hipódromo de Maroñas                   | Estación Central                | 1908              |
| 52     | Aduana - Curva de Maroñas                       | Estación Central                | 1912              |
| 53     | Aduana - 8 de octubre                           | Estación Central                | 1908              |
| 54     | Aduana - Punta de Rieles                        | Estación Central                | 1908              |
| 55     | Aduana - Parque Urbano                          | Estación Central                | 1908              |
| 56     | Plaza Zabala - Estación Unión                   | Estación Central                | 1908              |
| 57     | Plaza Zabala - Hipódromo de Maroñas             | Estación Central                | 1908              |
| 59     | Plaza Zabala - Pocitos                          | Estación Cordón                 | 1908              |
| 60     | Plaza Zabala - Cementerio del Buceo             | Estación del Este               | 1929              |
| 61     | Capurro - Parque Urbano                         | Estación Goes                   | 1933              |

Tranvía N.º 31 en su destino del Hotel Pocitos

A partir de 1933, absorbe las líneas y recorridos de la Compañía La Transatlántica.

## Infraestructura
Contaba con un conjunto de estaciones y usinas para la generación de energía. 
- Estación Central, era la principal estación de la Sociedad Comercial
- Estación Cordón; era una estación que había pertenecido al Tranvía de la Unión y Maroñas
- Talleres de la Sociedad Comercial de Montevideo

Talleres de la Sociedad Comercial de Montevideo

- Estación del Este; predio que ocupa la Administración de Obras Sanitarias del Estado.
- Estación Pocitos; estación lindera al Estadio de los Pocitos
- Estación Unión; actual Biblioteca Francisco Schinca
- Estación Reducto; actuales oficinas de Usinas y Transmisiones Eléctricas del
- Estación Punta de Rieles; funcionaba como parada del Tranvía Nº54. Dicha estación le daría origen y denominación a dicho barrio, ya que hasta allí llegaban las vías del tranvía.

- Usina Sayago
- Usina Maroñas
- Usina Gonzalo Ramírez
- Usina Prado

Tras la compra de la Compañía la Transatlántica adquiere:

Usina de la Compañía la Transatlántica en Arroyo Seco, adquirida por la Sociedad Comercial de Montevideo en 1933. En ella se generaba la energía eléctrica para los tranvías.

- Estación Goes

- Estación Agraciada

- Estación Artigas
- Usina Arroyo Seco